# فلسفه، سیاست و خشونت
فلسفه، سیاست و خشونت یکی از آثار برجسته رضا داوری اردکانی است که به شکل گفتگو نوشته شده‌است. داوری در این کتاب سعی می‌کند به این اتهام که برخی فلسفه‌ها، خشونت را توجیه می‌کنند، پاسخ دهد. این کتاب در سال ۱۳۸۵ برای اولین بار منتشر شد و در سال ۱۳۹۱ به چاپ سوم رسید.

## محتوا
کتاب شامل یک مقدمه و دوازده مجلس است. داوری در مقدمه می‌نویسد: «فلسفه و به خصوص فلسفه جدید با سیاست و خشونت سیاسی بی‌ارتباط نیست، اما این ارتباط را هیچ‌یک از کسانی که از موضع سیاست و با عینک سیاسی به تاریخ می‌نگرند و نظر خود را به نام فلسفه اظهار می‌کنند، درنمی‌یابند.»

## نقد و بررسی
اکبر جباری در مقاله‌ای به معرفی این کتاب پرداخت.
امیرهوشنگ افتخاری راد این کتاب را پس از کتاب وضع کنونی تفکر در ایران از مهم‌ترین آثار داوری می‌داند.
مقاله‌ای هم در نقد این کتاب با نام مستعار «محمدسعید عالی‌نژاد» در کتاب ماه فلسفه به چاپ رسید که داوری به آن پاسخ داد و برای این پاسخ، برگزیدهٔ پنجمین دورهٔ جشنوارهٔ نقد کتاب شد.